# كشف الخفاء ومزيل الإلباس
كشف الخفاء ومزيل الإلباس عما اشتهر من الأحاديث على ألسنة الناس هو كتاب من كتب الحديث، ألفه الإمام إسماعيل العجلوني (1087-1162)، يعد الكتاب من أوسع الكتب وأجمعها في بيان الأحاديث المشتهرة، وقد استفاد مؤلفه من العلماء الذين سبقوه بالتصنيف في هذا المجال، وأضاف من عنده أحاديث كثيرة، ومن أهم المصادر التي اعتمد عليها كتاب المقاصد الحسنة للحافظ السخاوي، ولم يقتصر الإمام العجلوني في كتابه على الأحاديث المشتهرة، فقد تعرض لأحاديث غير مشتهر، ووضع خاتمة لكتابه أبطل فيها نسبة بعض مصنفات اشتهرت بنسبتها لأناسٍ كذبا، وانتهى إلى ذكر ضوابط جامعة في الموضوعات، وقد ضم كتاب كشف الخفاء زهاء 3281 حديث.
قال الإمام إسماعيل العجلوني في مقدمة كتابه:
| كشف الخفاء ومزيل الإلباس | أما بعد فيقول العبد الفقير إلى مولاه الفتاح، إسماعيل العجلوني بن محمد جراح، أن الأحاديث المشتهرة على الألسنة قد كثرت (في الأصل "كثر" وهو جائز) فيها التصانيف، وقلما يخلو تصنيف منها عن فائدة لا توجد في غيره من التآليف، فأردت أن ألخص مما وقفت عليه منها مجموعا تقر به أعين المنصفين، ليكون مرجعا لي ولمن يرغب في تحصيل المهمات من المستفيدين | كشف الخفاء ومزيل الإلباس |

## تحقيق الكتاب
طبع الكتاب عدة طبعات وهي: طبعة في مؤسسة الرسالة في مجلدين بتحقيق أحمد القلاش، وفي دار الكتب العلمية بتصحيح محمد عبد العزيز الخالدي، وطبع بتحقيق يوسف الحاج أحمد في مجلّدين بدمشق عن المطبعة العالمية سنة 1421 هـ.